# ابراهیم تهامی
سید ابراهیم تهامی (زادۀ ۳۰ شهریور ۱۳۴۵ در آبادان) بازیکن پیشین فوتبال و مربی کنونی اهل ایران است.
وی سابقۀ بازی در باشگاه‌های استقلال اهواز، استقلال تهران و صنعت نفت آبادان را دارد که بیشترین دوران حضور وی در استقلال اهواز بوده‌است. هم‌چنین ابراهیم تهامی ۱۰ بازی ملی برای تیم ملی ایران انجام داده و ۱ گل ملی نیز به ثمر رسانده‌است.او می گوید دیگه مثل من نمیاد،زیرا عمو جانی است که بر فوتبال تمرکز دارد.

## جنجال در برنامه نود
ابراهیم تهامی در برنامه نود در مورد خودش می‌گوید مثل من دیگر در دنیای فوتبال نمی‌آید و هم‌چنین اضافه کرد در یک بازی ۱۴ بازیکن حریف را دریبل زدم، در واقع تمام یازده بازیکن و دروازبان حریف را دریبل زدم و بعد بازیکنان حریف می‌آمدند و دوباره دریبل می‌خوردند، آخرش هم پاس سالم دادم؛ که این اظهار نظر او مورد مناقشۀ عادل فردوسی پور، مجری برنامه قرار گرفت و بسیاری این حرف او را به تمسخر گرفتند. هرچند برخی پیش‌کسوتان فوتبال با وی هم نظر هستند.

## دوران ملی
ابراهیم تهامی نخستین بار در سال ۱۳۶۸ به تیم ملی ایران دعوت شد ولی در اردو خط خورد.
او در ۲۱ شهریور ۱۳۷۲ در یک بازی دوستانه مقابل بوسنی برای اولین‌بار با پیراهن تیم ملی ایران به میدان رفت.
تهامی در تاریخ ۱۱ خرداد ۱۳۷۵ در یک بازی دوستانه مقابل قطر، اولین گل ملی خود را به ثمر رساند و ایران در آن بازی با تک گل او به پیروزی رسید.
در مقدماتی جام جهانی ۱۹۹۴ و در بازی حساس ایران مقابل کره شمالی، او پاس گل دوم تیم ملی ایران را به علی دایی داد تا ایران بازی را با نتیجه ۲ بر ۱ پیروز شود.
وی به دلیل اختلافاتش با محمد مایلی‌کهن از سوی او از لیست تیم ملی کنار گذاشته شد و جام ملت های آسیا ۱۹۹۶ را از دست داد.
بازی در مقابل استرالیا
پس از برکناری مایلی کهن و جانشینی والیدر ویرا در نیمکت تیم ملی ایران؛ ویرا، تهامی را برای بازی پلی آف جام جهانی ۱۹۹۸ در مقابل استرالیا به تیم ملی دعوت کرد.
او در بازی رفت پلی آف که در ورزشگاه آزادی برگزار شد، از دقیقۀ ۶۵ به جای علیرضا منصوریان وارد بازی شد.
در بازی برگشت در ملبورن، استرالیا؛ در حالی که  تیم ملی کشورمان ۲ بر ۰ عقب بود، تهامی در دقیقۀ ۷۰ به جای نعیم سعداوی وارد بازی شد و یک دقیقه بعد در یک صحنه در محوطه جریمۀ استرالیا او توپ را جلوی پای خداداد عزیزی می اندازد تا خداداد پاس گل اول تیم ایران را به کریم باقری بدهد و بازی ۲ بر ۱ شود و در دقیقه ۷۵ خداداد عزیزی گل دوم ایران را به استرالیا زد تا ایران بعد از ۲۰ سال به جام جهانی صعود کند.
پس از برکناری والدیر ویرا و جانشینی تومیسلاو اویچ، او بار دیگر به تیم ملی دعوت شد و یک بازی دوستانه هم مقابل نیجریه انجام داد ولی در اردوی هنگ کنگ از تیم ملی خط خورد و جام جهانی ۱۹۹۸ فرانسه را از دست داد.
بعد از آن او دیگر هیچ‌گاه به تیم ملی دعوت نشد.
او در مجموع ۱۰ بازی ملی برای تیم ملی فوتبال ایران انجام داده و ۱ گل ملی نیز به ثمر رسانده‌است.
| گل‌ ملی ابراهیم تهامی در تیم ملی فوتبال ایران | گل‌ ملی ابراهیم تهامی در تیم ملی فوتبال ایران | گل‌ ملی ابراهیم تهامی در تیم ملی فوتبال ایران | گل‌ ملی ابراهیم تهامی در تیم ملی فوتبال ایران | گل‌ ملی ابراهیم تهامی در تیم ملی فوتبال ایران | گل‌ ملی ابراهیم تهامی در تیم ملی فوتبال ایران | گل‌ ملی ابراهیم تهامی در تیم ملی فوتبال ایران | گل‌ ملی ابراهیم تهامی در تیم ملی فوتبال ایران |
| #                                            | تاریخ                                        | محل برگزاری                                  | حریف                                         | (گل)                                         | نتیجه                                        | مسابقات                                      |                                              |
| -------------------------------------------- | -------------------------------------------- | -------------------------------------------- | -------------------------------------------- | -------------------------------------------- | -------------------------------------------- | -------------------------------------------- | -------------------------------------------- |
| ۱                                            | ۳۱ می ۱۹۹۶                                   | بین المللی خلیفه دوحه، قطر                   | قطر                                          | ۱–۰                                          | ۱–۰                                          | بازی دوستانه                                 |                                              |

## دوران باشگاهی
صنعت نفت آبادان
اولین باشگاه حرفه و رسمی ابراهیم تهامی، صنعت نفت آبادان بود که در سال ۱۳۶۷ به این تیم پیوست.
استقلال اهواز
در اواخر سال ۱۳۶۸، ابراهیم تهامی به باشگاه استقلال اهواز پیوست وی یکی از مهم‌ترین بازیکنان این تیم به شمار میرفت و پیراهن شمارۀ ۹ استقلال اهواز را می‌پوشید. او از سال ۱۳۶۸ تا سال ۱۳۸۰ به مدت ۱۲ سال در باشگاه استقلال اهواز توپ زد و یکی از وفادارترین بازیکنان این تیم بود.
استقلال تهران
او در سال ۱۳۷۵ به عنوان یار کمکی در بازی‌های جام در جام آسیا به تیم استقلال تهران پیوست و پیراهن شمارۀ ۷ استقلال را بر تن کرد. وی توانست با تیم استقلال تهران به نیمه‌نهایی جام در جام آسیا صعود کند ولی در مرحلۀ نیمه‌نهایی در ضربات پنالتی مغلوب تیم الهلال عربستان شدند و دیدار در رده‌بندی در مقابل اولسان هیوندای با یک گل نتیجه بازی را واگذار کردند و در نتیجه توانست مقام چهارمی جام در جام آسیا را به همراه تیم استقلال تهران کسب کند. با برکناری منصور پورحیدری و جانشینی ناصر حجازی در نیمکت استقلال، ابراهیم تهامی هم به تیم سابقش، استقلال اهواز بازگشت.